# Simon Donnelly
Simon Thomas Donnelly (Glasgow, 1 de dezembro de 1974) é um ex-futebolista escocês que atuava como ponta-direita.

## Carreira
Revelado pelo Queen's Park, não chegou a disputar nenhum jogo oficial pelo clube, onde permaneceu durante uma temporada. Sua estreia oficial foi com a camisa do Celtic, entrando como substituto no empate sem gols contra o Hibernian. Foi nos Bhoys que Donnelly atuou por mais tempo: em 6 anos de clube, foram 195 partidas no total e 41 gols, vencendo um Campeonato Escocês, uma Copa da Escócia e uma Copa da Liga Escocesa. Ao final de seu contrato, assinou sem custos com o Sheffield Wednesday
Em sua primeira temporada na Premier League, Donnelly foi atrapalhado por lesões e atuou em apenas 12 jogos, e na temporada  2000–01 foram apenas 3 jogos, não evitando o rebaixamento do Wednesday para a segunda divisão, onde recuperou a forma física e participou de 23 partidas. Após um período de testes no Coventry City, não assinou com os Sky Blues e decidiu voltar à Escócia para atuar no St. Johnstone. Nos Saints, surpreendeu ao disputar as 36 partidas da equipe no Campeonato Escocês, levando em conta seus problemas físicos, que voltaram a prejudicar Donnelly em sua passagem pelo Dunfermline Athletic. Com 43 partidas disputadas (39 pela segunda divisão) e 4 gols, deixou a equipe em 2006.
No mesmo ano, assinou com o Partick Thistle, tendo atuado regularmente por 4 temporadas. Encerrou a carreira em 2011, mas continuou nos Jags como auxiliar-técnico, função que exerceria também no Dundee United, no York City e no Brechin City, tendo saído após ficar somente 1 mês no cargo.

## Seleção Escocesa
Pela Seleção Escocesa, Donnelly estreou em maio de 1997, num amistoso contra o País de Gales.
Foi convocado para a Copa de 1998, mas não saiu do banco de reservas em nenhuma partida da equipe, eliminada ainda na primeira fase. O ponta disputou apenas 10 jogos pela seleção principal, além de ter atuado pelo time Sub-21 entre 1994 e 1996 (11 jogos e 3 gols).

## Vida pessoal
Seu pai, Tom Donnelly, foi também jogador de futebol e iniciou a carreira no Rangers, não chegando a atuar profissionalmente pelo time.

## Títulos
Celtic
- Campeonato Escocês: 1997–98
- Copa da Escócia: 1994–95
- Copa da Liga Escocesa: 1997–98